# Kangra (Indie)
Kangra (hindi काँगड़ा) – miasto w północnych Indiach w stanie Himachal Pradesh, w zachodnich Himalajach.
Populacja miasta w 2001 roku wynosiła 9155 mieszkańców.
W 1905 zginęło w mieście ponad 20 tys. osób w trzęsieniu ziemi o magnitudzie 7,8 stopnia.